# Barrages de promotion-relégation de la Ligue des nations de l'UEFA 2024-2025
Navigation
Barrages 2026-2027
Les matchs de barrages de promotion et le relégation de la Ligue des nations de l'UEFA 2024-2025 doivent départager les 20 dernières nations afin de déterminer la composition finale des ligues pour la Ligue des nations de l'UEFA 2026-2027.

## Format

### Contexte
Le 25 janvier 2023, le Comité exécutif de l'UEFA a approuvé quelques changements dont l'ajout des barrages de promotion-relégation. Avec ce format additionné aux promotions et relégations directes à la fin de la phase de ligues, les barrages de promotion-relégation détermine la composition finale des ligues pour l'édition suivante. Ce changement qui concerne la période de mars du Calendrier international des matchs implique 16 équipes et influe sur les éliminatoires de la zone Europe de la Coupe du monde de football 2026.

### Sélection des équipes
Les 20 équipes sont sélectionnées grâce à leurs performances lors de la phase de ligues de la Ligue des nations. Ces équipes sont réparties en trois voies. À l'issue des barrages, les 20 équipes peuvent être promues, maintenues ou reléguées,.
Se basant sur le classement général de la phase de ligues de la Ligue des nations, les 20 équipes participantes aux barrages sont sélectionnées selon les conditions suivantes:
- Les équipes classées troisièmes de groupe en Ligue A.
- Les équipes classées deuxièmes et troisièmes de groupe en Ligue B.
- Les équipes classées deuxièmes et les deux équipes classées dans les meilleurs quatrièmes de groupe en Ligue C.
- Les équipes classées deuxièmes de groupe en Ligue D.

### Confrontations et règles
Les barrages Ligue A contre Ligue B et Ligue B contre Ligue C ont lieu au printemps 2025 tandis que les barrages Ligue C contre Ligue D ont lieu au printemps 2026. Les matchs se joueront à domicile et à l'extérieur avec le format aller-retour. En cas de match nul à la fin du temps réglementaire sur l'ensemble des 2 matchs dans chaque affrontement, une prolongation de 2 fois 15 minutes sera jouée (sans compter les buts marqués à l'extérieur). Si les 2 équipes sont toujours à égalité sur l'ensemble des 2 matchs dans chaque affrontement, une séance de tirs au but déterminera l'équipe gagnante.

## Tirage au sort
La tirage au sort des barrages de promotion-relégation a lieu le 22 novembre 2024 à Nyon en Suisse en même temps que les quarts de finale et les demi-finales. Les équipes sont réparties en 6 chapeaux sur la base du classement général de la phase de ligues. Pour le tirage au sort, les troisièmes de groupe dans les Ligues A et B ainsi que les deux meilleurs quatrièmes de groupe en Ligue C sont têtes de série tandis que les deuxièmes de groupe dans les Ligues B, C et D sont non-têtes de série.
Ligue A contre Ligue B
| Équipe   | Classement |
| -------- | ---------- |
| Écosse   | 9          |
| Serbie   | 10         |
| Hongrie  | 11         |
| Belgique | 12         |

| Équipe   | Classement |
| -------- | ---------- |
| Grèce    | 21         |
| Autriche | 22         |
| Turquie  | 23         |
| Ukraine  | 24         |

Ligue B contre Ligue C
| Équipe               | Classement |
| -------------------- | ---------- |
| Slovénie             | 25         |
| Géorgie              | 26         |
| Islande              | 27         |
| République d'Irlande | 28         |

| Équipe    | Classement |
| --------- | ---------- |
| Slovaquie | 37         |
| Kosovo    | 38         |
| Bulgarie  | 39         |
| Arménie   | 40         |

Ligue C contre Ligue D
| Équipe     | Classement |
| ---------- | ---------- |
| Lettonie   | 45         |
| Luxembourg | 46         |

| Équipe    | Classement |
| --------- | ---------- |
| Malte     | 51         |
| Gibraltar | 52         |

### Tableau
Légende
- Promotion en ligue supérieur
- Maintien dans sa ligue
- Maintien dans sa ligue
- Relégation en ligue inférieur

| Équipe                 | Aller                  | Total                  | Retour                 | Équipe                 |
| Ligue A contre Ligue B | Ligue A contre Ligue B | Ligue A contre Ligue B | Ligue A contre Ligue B | Ligue A contre Ligue B |
| ---------------------- | ---------------------- | ---------------------- | ---------------------- | ---------------------- |
| Turquie                | 3 - 1                  | 6 - 1                  | 3 - 0                  | Hongrie                |
| Ukraine                | 3 - 1                  | 3 - 4                  | 0 - 3                  | Belgique               |
| Autriche               | 1 - 1                  | 1 - 3                  | 0 - 2                  | Serbie                 |
| Grèce                  | 0 - 1                  | 3 - 1                  | 3 - 0                  | Écosse                 |
| Ligue B contre Ligue C |                        |                        |                        |                        |
| Kosovo                 | 2 - 1                  | 5 - 2                  | 3 - 1                  | Islande                |
| Bulgarie               | 1 - 2                  | 2 - 4                  | 1 - 2                  | République d'Irlande   |
| Arménie                | 0 - 3                  | 1 - 9                  | 1 - 6                  | Géorgie                |
| Slovaquie              | 0 - 0                  | 0 - 1                  | 0 - 1 ap               | Slovénie               |
| Ligue C contre Ligue D |                        |                        |                        |                        |
| Gibraltar              | -                      | -                      | -                      | Lettonie               |
| Malte                  | -                      | -                      | -                      | Luxembourg             |

### Ligue A contre Ligue B
| Match aller                | Turquie                                                                 | 3 - 1   | Hongrie                               | Nouveau complexe sportif Ali-Sami-Yen, Istanbul                              |                                                                              |
| 20 mars 2025 18h00 (20h00) | ( Aydın) Kökçü 9e · ( Aydın) Aktürkoğlu 69e · ( Aktürkoğlu) Kahveci 73e | (1 - 1) | 25e Schäfer (B. Varga )               | Spectateurs : 38 500 Arbitrage : Ivan Kružliak Arbitre vidéo : Michal Očenáš | Spectateurs : 38 500 Arbitrage : Ivan Kružliak Arbitre vidéo : Michal Očenáš |
| 20 mars 2025 18h00 (20h00) | Kökçü 41e                                                               | Rapport | 19e Schäfer · 64e Zs. Nagy · 77e Kata | Spectateurs : 38 500 Arbitrage : Ivan Kružliak Arbitre vidéo : Michal Očenáš | Spectateurs : 38 500 Arbitrage : Ivan Kružliak Arbitre vidéo : Michal Očenáš |

| Match retour       | Hongrie                                              | 0 - 3   | Turquie                                                             | Stade Ferenc-Puskás, Budapest                                                 |                                                                               |
| 23 mars 2025 18h00 |                                                      | (0 - 2) | 37e (pen.) Çalhanoğlu · 39e Güler (Aydın ) · 90e Bardakcı (Yılmaz ) | Spectateurs : 57 861 Arbitrage : Felix Zwayer Arbitre vidéo : Bastian Dankert | Spectateurs : 57 861 Arbitrage : Felix Zwayer Arbitre vidéo : Bastian Dankert |
| 23 mars 2025 18h00 | Fiola 21e · M. Dárdai 52e · Orban 59e · B. Varga 73e | Rapport | 30e Yüksek · 43e Aktürkoğlu · 72e Bardakcı                          | Spectateurs : 57 861 Arbitrage : Felix Zwayer Arbitre vidéo : Bastian Dankert | Spectateurs : 57 861 Arbitrage : Felix Zwayer Arbitre vidéo : Bastian Dankert |

La Turquie gagne 6 - 1 sur l'ensemble des deux matchs. La Turquie est promue en Ligue A tandis que la Hongrie est reléguée en Ligue B pour la prochaine édition.
| Match aller        | Ukraine                                                            | 3 - 1   | Belgique                | Stade Enrique-Roca de Murcie, Murcie ( Espagne)                           |                                                                           |
| 20 mars 2025 20h45 | Hutsuliak 66e · ( Tsygankov) Vanat 73e · ( Zinchenko) Zabarnyi 78e | (0 - 1) | 40e Lukaku (De Bruyne ) | Spectateurs : 8 767 Arbitrage : Sandro Schärer Arbitre vidéo : Fedayi San | Spectateurs : 8 767 Arbitrage : Sandro Schärer Arbitre vidéo : Fedayi San |
| 20 mars 2025 20h45 |                                                                    | Rapport | 66e Tielemans           | Spectateurs : 8 767 Arbitrage : Sandro Schärer Arbitre vidéo : Fedayi San | Spectateurs : 8 767 Arbitrage : Sandro Schärer Arbitre vidéo : Fedayi San |

| Match retour       | Belgique                                                     | 3 - 0   | Ukraine                                                    | Cegeka Arena, Genk                                                            |                                                                               |
| 23 mars 2025 20h45 | ( Doku) De Cuyper 70e · ( De Bruyne, Vanaken) Lukaku 75e 86e | (0 - 0) |                                                            | Spectateurs : 19 446 Arbitrage : Daniel Siebert Arbitre vidéo : Pascal Müller | Spectateurs : 19 446 Arbitrage : Daniel Siebert Arbitre vidéo : Pascal Müller |
| 23 mars 2025 20h45 | Raskin 5e · Vanaken 90+4e                                    | Rapport | 12e Zabarnyi · 29e Zinchenko · 45+2e Hutsuliak · 58e Vanat | Spectateurs : 19 446 Arbitrage : Daniel Siebert Arbitre vidéo : Pascal Müller | Spectateurs : 19 446 Arbitrage : Daniel Siebert Arbitre vidéo : Pascal Müller |

La Belgique gagne 4 - 3 sur l'ensemble des deux matchs. Les deux équipes restent dans leur ligue respective pour la prochaine édition.
| Match aller        | Autriche                      | 1 - 1   | Serbie                   | Stade Ernst-Happel, Vienne                                                   |                                                                              |
| 20 mars 2025 20h45 | ( Arnautović) Gregoritsch 37e | (1 - 0) | 61e Samardžić (Mimović ) | Spectateurs : 46 400 Arbitrage : João Pinheiro Arbitre vidéo : Tiago Martins | Spectateurs : 46 400 Arbitrage : João Pinheiro Arbitre vidéo : Tiago Martins |
| 20 mars 2025 20h45 | Rapport                       |         |                          | Spectateurs : 46 400 Arbitrage : João Pinheiro Arbitre vidéo : Tiago Martins | Spectateurs : 46 400 Arbitrage : João Pinheiro Arbitre vidéo : Tiago Martins |

| Match retour       | Serbie                                    | 2 - 0   | Autriche                                     | Stade de l'Étoile rouge, Belgrade                                                         |                                                                                           |
| 23 mars 2025 18h00 | N. Maksimović 56e · ( Jović) Vlahović 90e | (0 - 0) |                                              | Spectateurs : 22 112 Arbitrage : José María Sánchez Arbitre vidéo : Juan Martínez Munuera | Spectateurs : 22 112 Arbitrage : José María Sánchez Arbitre vidéo : Juan Martínez Munuera |
| 23 mars 2025 18h00 | N. Maksimović 17e · S. Mitrović 86e       | Rapport | 68e Trauner · 68e A. Schlager · 90+5e Wimmer | Spectateurs : 22 112 Arbitrage : José María Sánchez Arbitre vidéo : Juan Martínez Munuera | Spectateurs : 22 112 Arbitrage : José María Sánchez Arbitre vidéo : Juan Martínez Munuera |

La Serbie gagne 3 - 1 sur l'ensemble des deux matchs. Les deux équipes restent dans leur ligue respective pour la prochaine édition.
| Match aller                | Grèce      | 0 - 1   | Écosse               | Stade Karaïskakis, Le Pirée                                                  |                                                                              |
| 20 mars 2025 20h45 (21h45) |            | (0 - 1) | 33e (pen.) McTominay | Spectateurs : 31 483 Arbitrage : Tobias Stieler Arbitre vidéo : Sören Storks | Spectateurs : 31 483 Arbitrage : Tobias Stieler Arbitre vidéo : Sören Storks |
| 20 mars 2025 20h45 (21h45) | Siopis 64e | Rapport | 45+2e Ferguson       | Spectateurs : 31 483 Arbitrage : Tobias Stieler Arbitre vidéo : Sören Storks | Spectateurs : 31 483 Arbitrage : Tobias Stieler Arbitre vidéo : Sören Storks |

| Match retour               | Écosse                   | 0 - 3   | Grèce                                                                                          | Hampden Park, Glasgow                                                        |                                                                              |
| 23 mars 2025 18h00 (17h00) |                          | (0 - 2) | 20e Konstantelias (Vagiannídis ) · 42e Karetsas (Konstantelias ) · 46e Tzolis (Konstantelias ) | Spectateurs : 48 626 Arbitrage : Davide Massa Arbitre vidéo : Daniele Chiffi | Spectateurs : 48 626 Arbitrage : Davide Massa Arbitre vidéo : Daniele Chiffi |
| 23 mars 2025 18h00 (17h00) | Ferguson 61e · Hirst 71e | Rapport | 69e Pavlidis · 74e Mouzakitis                                                                  | Spectateurs : 48 626 Arbitrage : Davide Massa Arbitre vidéo : Daniele Chiffi | Spectateurs : 48 626 Arbitrage : Davide Massa Arbitre vidéo : Daniele Chiffi |

La Grèce gagne 3 - 1 sur l'ensemble des deux matchs. La Grèce est promue en Ligue A tandis que l'Écosse est reléguée en Ligue B pour la prochaine édition.

### Ligue B contre Ligue C
| Match aller        | Kosovo                                  | 2 - 1   | Islande                          | Stade de Fadil Vokrri, Pristina                                                |                                                                                |
| 20 mars 2025 20h45 | ( Rrahmani) Dellova 19e · Rexhbecaj 58e | (1 - 1) | 22e Óskarsson (Jóhannesson )     | Spectateurs : 12 857 Arbitrage : Serdar Gözübüyük Arbitre vidéo : Clay Ruperti | Spectateurs : 12 857 Arbitrage : Serdar Gözübüyük Arbitre vidéo : Clay Ruperti |
| 20 mars 2025 20h45 | Berisha 38e · Muriqi 88e                | Rapport | 44e A. Gunnarsson · 59e Tómasson | Spectateurs : 12 857 Arbitrage : Serdar Gözübüyük Arbitre vidéo : Clay Ruperti | Spectateurs : 12 857 Arbitrage : Serdar Gözübüyük Arbitre vidéo : Clay Ruperti |

| Match retour       | Islande                                                         | 1 - 3   | Kosovo                                                 | Stade Enrique-Roca de Murcie, Murcie ( Espagne)                                           |                                                                                           |
| 23 mars 2025 18h00 | ( A. Gunnarsson) Óskarsson 2e                                   | (1 - 2) | 35e 45+3e 79e Muriqi (Paqarada , Rashica , Emërllahu ) | Spectateurs : 1 553 Arbitrage : Jesús Gil Manzano Arbitre vidéo : Carlos del Cerro Grande | Spectateurs : 1 553 Arbitrage : Jesús Gil Manzano Arbitre vidéo : Carlos del Cerro Grande |
| 23 mars 2025 18h00 | A. Gunnarsson 48e, 69e · A. Guðmundsson 70e · A. Gudjohnsen 72e | Rapport | 39e Vojvoda · 52e Muriqi · 75e Paqarada                | Spectateurs : 1 553 Arbitrage : Jesús Gil Manzano Arbitre vidéo : Carlos del Cerro Grande | Spectateurs : 1 553 Arbitrage : Jesús Gil Manzano Arbitre vidéo : Carlos del Cerro Grande |

Le Kosovo gagne 5 - 2 sur l'ensemble des deux matchs. Le Kosovo est promu en Ligue B tandis que l'Islande est reléguée en Ligue C pour la prochaine édition.
| Match aller                | Bulgarie                                                   | 1 - 2   | République d'Irlande                            | Stade Hristo Botev, Plovdiv                                                  |                                                                              |
| 20 mars 2025 20h45 (21h45) | ( F. Krastev) Petkov 6e                                    | (1 - 2) | 21e Azaz (Parrott ) · 42e Doherty (Cullen )     | Spectateurs : 7 835 Arbitrage : Benoît Bastien Arbitre vidéo : Benoît Millot | Spectateurs : 7 835 Arbitrage : Benoît Bastien Arbitre vidéo : Benoît Millot |
| 20 mars 2025 20h45 (21h45) | Kraev 59e · Atanasov 61e · Nedyalkov 85e · N. Minkov 90+5e | Rapport | 47e Azaz · 51e Johnston · 61e Knight · 81e Vata | Spectateurs : 7 835 Arbitrage : Benoît Bastien Arbitre vidéo : Benoît Millot | Spectateurs : 7 835 Arbitrage : Benoît Bastien Arbitre vidéo : Benoît Millot |

| Match retour               | République d'Irlande                      | 2 - 1   | Bulgarie                                       | Aviva Stadium, Dublin                                                                               | |
| 23 mars 2025 20h45 (19h45) | ( Azaz) Ferguson 63e · ( Sykes) Idah 84e  | (0 - 1) | 30e Antov                                      | Spectateurs : 40 156 Arbitrage : Halil Umut Meler puis Mehmet Türkmen Arbitre vidéo : Dennis Higler | Spectateurs : 40 156 Arbitrage : Halil Umut Meler puis Mehmet Türkmen Arbitre vidéo : Dennis Higler |
| 23 mars 2025 20h45 (19h45) | Johnston 40e · Knight 45e · Collins 90+2e | Rapport | 32e S. Petrov · 84e Grouev · 90+3e Vl. Nikolov | Spectateurs : 40 156 Arbitrage : Halil Umut Meler puis Mehmet Türkmen Arbitre vidéo : Dennis Higler | Spectateurs : 40 156 Arbitrage : Halil Umut Meler puis Mehmet Türkmen Arbitre vidéo : Dennis Higler |

La République d'Irlande gagne 4 - 2 sur l'ensemble des deux matchs. Les deux équipes restent dans leur ligue respective pour la prochaine édition.
| Match aller                | Arménie             | 0 - 3   | Géorgie                                                                              | Stade Républicain Vazgen-Sargsian, Erevan                                        |                                                                                  |
| 20 mars 2025 18h00 (21h00) |                     | (0 - 2) | 32e Kochorashvili (Kiteishvili ) · 37e 59e Mikautadze (Mamardashvili , Chakvetadze ) | Spectateurs : 14 414 Arbitrage : Radu Petrescu Arbitre vidéo : Aleandro Di Paolo | Spectateurs : 14 414 Arbitrage : Radu Petrescu Arbitre vidéo : Aleandro Di Paolo |
| 20 mars 2025 18h00 (21h00) | Hambardzumyan 90+3e | Rapport | 18e Kvekveskiri · 51e Kakabadze                                                      | Spectateurs : 14 414 Arbitrage : Radu Petrescu Arbitre vidéo : Aleandro Di Paolo | Spectateurs : 14 414 Arbitrage : Radu Petrescu Arbitre vidéo : Aleandro Di Paolo |

| Match retour               | Géorgie | 6 - 1   | Arménie                                        | Stade Boris-Paichadze, Tbilissi                                                |                                                                                |
| 23 mars 2025 15h00 (18h00) | ( Kiteishvili) Haroyan 4e (csc) · ( Kochorashvili) Mikautadze 14e 35e · ( Mikautadze) Chakvetadze 23e · ( Kvaratskhelia) Kiteishvili 27e · ( Mekvabishvili) Kvaratskhelia 62e | (5 - 0) | 48e Sevikyan (Bichakhchyan )                   | Spectateurs : 47 903 Arbitrage : Anthony Taylor Arbitre vidéo : Darren England | Spectateurs : 47 903 Arbitrage : Anthony Taylor Arbitre vidéo : Darren England |
| 23 mars 2025 15h00 (18h00) | Kashia 67e | Rapport | 43e Muradian · 64e Sevikyan · 83e N. Grigoryan | Spectateurs : 47 903 Arbitrage : Anthony Taylor Arbitre vidéo : Darren England | Spectateurs : 47 903 Arbitrage : Anthony Taylor Arbitre vidéo : Darren England |

La Géorgie gagne 9 - 1 sur l'ensemble des deux matchs. Les deux équipes restent dans leur ligue respective pour la prochaine édition.
| Match aller        | Slovaquie | 0 - 0   | Slovénie     | Tehelné pole, Bratislava                                                         |                                                                                  |
| 20 mars 2025 20h45 |           | (0 - 0) |              | Spectateurs : 12 545 Arbitrage : Maurizio Mariani Arbitre vidéo : Marco Di Bello | Spectateurs : 12 545 Arbitrage : Maurizio Mariani Arbitre vidéo : Marco Di Bello |
| 20 mars 2025 20h45 |           | Rapport | 15e Petrovič | Spectateurs : 12 545 Arbitrage : Maurizio Mariani Arbitre vidéo : Marco Di Bello | Spectateurs : 12 545 Arbitrage : Maurizio Mariani Arbitre vidéo : Marco Di Bello |

| Match retour       | Slovénie                                                              | 1 - 0 ap              | Slovaquie                             | Stadion Stožice, Ljubljana                                                  |                                                                             |
| 23 mars 2025 18h00 | ( Petrovič) G. Čerin 95e                                              | (0 - 0, 0 - 0, 1 - 0) |                                       | Spectateurs : 14 076 Arbitrage : István Kovács Arbitre vidéo : Cătălin Popa | Spectateurs : 14 076 Arbitrage : István Kovács Arbitre vidéo : Cătălin Popa |
| 23 mars 2025 18h00 | G. Čerin 63e · Drkušić 88e · Janža 100e · Petrovič 101e · Kramer 118e | Rapport               | 67e Duda · 100e Suslov · 112e Lobotka | Spectateurs : 14 076 Arbitrage : István Kovács Arbitre vidéo : Cătălin Popa | Spectateurs : 14 076 Arbitrage : István Kovács Arbitre vidéo : Cătălin Popa |

La Slovénie gagne 1 - 0 sur l'ensemble des deux matchs. Les deux équipes restent dans leur ligue respective pour la prochaine édition.

### Ligue C contre Ligue D
| Match aller        | Gibraltar | -   | Lettonie |                             |                             |
| 26 mars 2026 18h00 |           | (-) |          | Arbitrage : Arbitre vidéo : | Arbitrage : Arbitre vidéo : |

| Match retour               | Lettonie | -   | Gibraltar | Skonto Stadion, Riga        |                             |
| 31 mars 2026 18h00 (19h00) |          | (-) |           | Arbitrage : Arbitre vidéo : | Arbitrage : Arbitre vidéo : |

| Match aller        | Malte | -   | Luxembourg | Ta' Qali Stadium, Ħ'Attard  |                             |
| 26 mars 2026 18h00 |       | (-) |            | Arbitrage : Arbitre vidéo : | Arbitrage : Arbitre vidéo : |

| Match retour       | Luxembourg | -   | Malte | Stade de Luxembourg, Luxembourg |                             |
| 31 mars 2026 18h00 |            | (-) |       | Arbitrage : Arbitre vidéo :     | Arbitrage : Arbitre vidéo : |